# Thaites
Thaites ruminiana é única espécie do gênero extinto  Thaites. Foi descrito por Samuel Hubbard Scudder em 1875, depois de descobri-lo em Aix-en-Provence, França; sendo um fóssil de borboleta papilionidae.